# 892
892 (DCCCXCII) je bilo prestopno leto, ki se je po julijanskem koledarju začelo na soboto.

## Dogodki
- 1. januar

## Smrti
- Al-Baladhuri, arabski zgodovinar (* ok. 820)